# Longueur de Monin-Obukhov
La longueur d'Obukhov (L) est un paramètre utilisé en micrométéorologie, en météorologie de la convection et en dispersion atmosphérique ayant la dimension d'une longueur. Elle décrit les effets de la flottabilité (somme vectorielle de la Poussée d'Archimède et du poids de l'air) sur les flux turbulents, principalement dans la partie inférieure de la couche limite atmosphérique.
Elle a été introduite pour la première fois par Alexandre Oboukhov en 1946. Elle est aussi connue comme longueur de Monin Obukhov, vu son importance dans la théorie de la similarité développée par Monin et Obukhov.

## Formulation
Soit q le flux de chaleur sensible (exprimé en K m /s) défini par :
{\displaystyle q={H \over C_{p}\rho }}
où {\displaystyle C_{p}} la capacité thermique massique, H est le flux de chaleur sensible de surface (en W/m²) et {\displaystyle \rho } est la masse volumique de l'air.
La longueur d'Obukhov dépend de la turbulence et du flux de chaleur sensible H selon :
{\displaystyle L=-{{u_{\ast }^{3}{\overline {{\theta }_{v}}}} \over {kgq}}}
On obtient donc :
{\displaystyle L=-{\frac {u_{\ast }^{3}\ {\overline {{\theta }_{v}}}}{kg\ \left({\frac {H}{\rho C_{p}}}\right)}}}
où {\displaystyle u_{\ast }} est la vitesse de frottement, {\displaystyle {\bar {\theta }}_{v}} est la température potentielle virtuelle moyenne, {\displaystyle \rho } est la masse volumique de l'air, {\displaystyle C_{p}} sa capacité thermique massique, g l'accélération de la pesanteur et k est la constante de von Kármán.
Soit {\displaystyle Z_{m}} l'épaisseur de la couche limite. On rappelle que la vitesse convective {\displaystyle w_{\ast }} est définie par :
{\displaystyle w_{\ast }=\left({\frac {qZ_{m}g}{\theta _{v}}}\right)^{\frac {1}{3}}}
On obtient donc :
{\displaystyle q={\frac {\overline {{\theta }_{v}}}{Z_{m}g}}w_{\ast }^{3}}
En remplaçant q dans l'expression de L, l'on obtient simplement :
{\displaystyle L=-{Z_{m}u_{\ast }^{3} \over w_{\ast }^{3}}}
On utilise couramment le paramètre de stabilité, {\displaystyle \zeta } défini comme z/L, où z est la hauteur de mesure :

{\displaystyle \zeta ={\frac {z}{L}}=-{\frac {kgz\ {\left({\frac {H}{\rho C_{p}}}\right)}}{u_{\ast }^{3}\ {\overline {{\theta }_{v}}}}}}

## Rues de nuages
Pour déterminer si une rue de nuages va se former ou non, on doit évaluer {\displaystyle Z_{m}/L} et on doit donc évaluer
{\displaystyle \left({w_{\ast } \over u_{\ast }}\right)^{3}}.

## Interprétation
Une interprétation physique de L est donnée par la théorie de la similitude de Monin-Obukhov : en conditions instables, -L est l'altitude à laquelle la production d'énergie cinétique turbulente par flottabilité égale celle par cisaillement du vent.
Le paramètre de stabilité est utilisé comme échelle pour caractériser le degré d'instabilité ou de stabilité de la couche limite. {\displaystyle \zeta } est nul en conditions neutres, négatif en conditions instables (typiquement pendant la journée) et positif en conditions stables (typiquement pendant la nuit). {\displaystyle \zeta } est d'autant plus grand (en valeur absolue) que la stabilité ou l'instabilité sont importantes.